# Liste der Gebietsänderungen im Ruhrgebiet von 1966 bis 1976
Die Liste der Gebietsänderungen im Ruhrgebiet von 1966 bis 1976 enthält wichtige Änderungen der Gemeindegebiete im Ruhrgebiet in der Zeit vom 1. Januar 1966 bis zum 31. Dezember 1976. Dazu zählen unter anderem Zusammenschlüsse und Trennungen von Gemeinden, Eingliederungen von Gemeinden in eine andere, Änderungen des Gemeindenamens und größere Umgliederungen von Teilen einer Gemeinde in eine andere.

## Legende
- Datum: juristisches Wirkungsdatum der Gebietsänderung
- Gemeinde vor der Änderung: Gemeinde vor der Gebietsänderung
- Maßnahme: Art der Änderung
- Gemeinde nach der Änderung: Gemeinde nach der Gebietsänderung
- Landkreis: Landkreis der Gemeinde nach der Gebietsänderung
- OT: Ortsteil

Die Sortierung erfolgt chronologisch: Datum, kreisfreie Städte, Landkreise, aufnehmende oder neu gebildete Gemeinde. Heute noch bestehende Gemeinden sind farbig unterlegt.

## Liste
| Datum      | Gemeinde vor der Änderung | Maßnahme | Gemeinde nach der Änderung | Kreis/Landkreis |
| ---------- | --- | --- | --- | --- |
| 01.01.1966 | Herbede (1 ha) | Umgliederung | Wengern | Ennepe-Ruhr-Kreis |
| 01.01.1966 | Bergkamen Heil Oberaden Rünthe Weddinghofen                                                                                                   | Zusammenschluss | Bergkamen | Unna |
| 01.04.1966 | Buchholz Holthausen Welper | Eingliederung | Blankenstein | Ennepe-Ruhr-Kreis |
| 01.01.1967 | Methler Wasserkurl Westick | Zusammenschluss | Methler | Unna |
| 01.01.1968 | Berge Westtünnen Wiescherhöfen | Eingliederung | Hamm | – |
| 01.01.1968 | Braam-Ostwennemar kleine Gebietsteile Herringen kleine Gebietsteile Rhynern kleine Gebietsteile                                               | Umgliederung | Hamm | – |
| 01.01.1968 | Niederaden | Eingliederung | Lünen | – |
| 01.01.1968 | Overberge | Eingliederung | Bergkamen | Unna |
| 01.01.1968 | Altenbögge-Bönen Bramey-Lenningsen Flierich Nordbögge Osterbönen Westerbönen                                                                  | Zusammenschluss | Bönen | Unna |
| 01.01.1968 | Altendorf Bausenhagen Frömern Fröndenberg Frohnhausen Langschede Neimen Ostbüren Stentrop Strickherdicke Warmen                               | Zusammenschluss | Fröndenberg | Unna |
| 01.01.1968 | Hengsen Holzwickede Opherdicke | Zusammenschluss | Holzwickede | Unna |
| 01.01.1968 | Derne Heeren-Werve Kamen Methler Rottum Südkamen                                                                                              | Zusammenschluss | Kamen | Unna |
| 01.01.1968 | Herringen Lerche Pelkum Sandbochum Weetfeld                                                                                                   | Zusammenschluss | Pelkum | Unna |
| 01.01.1968 | Hamm kleine Gebietsteile Wiescherhöfen kleine Gebietsteile                                                                                    | Umgliederung | Pelkum | Unna |
| 01.01.1968 | Allen Freiske Hilbeck Osterflierich Osttünnen Rhynern Süddinker Wambeln                                                                       | Zusammenschluss | Rhynern | Unna |
| 01.01.1968 | Westtünnen kleine Gebietsteile | Umgliederung | Rhynern | Unna |
| 01.01.1968 | Braam-Ostwennemar Frielinghausen Haaren Norddinker Schmehausen Uentrop Vöckinghausen Werries                                                  | Zusammenschluss | Uentrop | Unna |
| 01.01.1968 | Afferde Billmerich Hemmerde Kessebüren Lünern Massen Mühlhausen Siddinghausen Stockum Uelzen Unna Westhemmerde                                | Zusammenschluss | Unna | Unna |
| 01.07.1969 | Alpen Menzelen Veen | Zusammenschluss | Alpen | Moers |
| 01.07.1969 | Rheurdt Schaephuysen | Zusammenschluss | Rheurdt | Moers |
| 01.07.1969 | Birten Marienbaum Wardt | Eingemeindung | Xanten | Moers |
| 01.07.1969 | Hamb Labbeck Sonsbeck | Zusammenschluss | Sonsbeck | Moers |
| 01.07.1969 | Flüren Obrighoven-Lackhausen Wesel | Zusammenschluss | Wesel | Rees |
| 01.07.1969 | Blumenthal Budberg Büderich (Westf.) Holtum Mawicke Niederbergstraße Oberbergstraße Sönnern Westönnen                                         | Eingliederung | Werl | Soest |
| 01.07.1969 | Bentrop kleine Gebietsteile Büderich (Westf.) kleine Gebietsteile                                                                             | Umgliederung | Wickede (Ruhr) | Soest |
| 01.07.1969 | Bentrop | Eingliederung | Fröndenberg | Unna |
| 01.07.1969 | Eilmsen kleine Gebietsteile Vellinghausen kleine Gebietsteile                                                                                 | Umgliederung | Uentrop | Unna |
| 01.01.1970 | Altendorf | Eingliederung | Essen | – |
| 01.01.1970 | Waldbauer | Eingliederung | Hagen | – |
| 01.01.1970 | Dahl Gebietsteile Ennepetal Gebietsteile | Umgliederung | Hagen | – |
| 01.01.1970 | Herdecke Gebietsteile Wengern Gebietsteile | Umgliederung | Witten | – |
| 01.01.1970 | Haßlinghausen kleine Gebietsteile Linderhausen kleine Gebietsteile Schwelm kleine Gebietsteile                                                | Umgliederung | Wuppertal | – |
| 01.01.1970 | Niederelfringhausen Gebietsteile Winz Gebietsteile                                                                                            | Umgliederung | Langenberg | Düsseldorf-Mettmann |
| 01.01.1970 | Breckerfeld Dahl | Zusammenschluss | Breckerfeld | Ennepe-Ruhr-Kreis |
| 01.01.1970 | Schalksmühle Gebietsteile Waldbauer Gebietsteile                                                                                              | Umgliederung | Breckerfeld | Ennepe-Ruhr-Kreis |
| 01.01.1970 | Asbeck Berge Silschede | Eingliederung | Gevelsberg | Ennepe-Ruhr-Kreis |
| 01.01.1970 | Haßlinghausen (65 ha) Linderhausen (52 ha) | Umgliederung | Gevelsberg | Ennepe-Ruhr-Kreis |
| 01.01.1970 | Blankenstein Bredenscheid-Stüter Hattingen Niederelfringhausen Oberelfringhausen Oberstüter Winz                                              | Zusammenschluss | Hattingen | Ennepe-Ruhr-Kreis |
| 01.01.1970 | Blankenstein Gebietsteile (Buchholz) | Umgliederung | Herbede | Ennepe-Ruhr-Kreis |
| 01.01.1970 | Linderhausen | Eingliederung | Schwelm | Ennepe-Ruhr-Kreis |
| 01.01.1970 | Gennebreck Haßlinghausen Hiddinghausen Sprockhövel                                                                                            | Zusammenschluss | Sprockhövel | Ennepe-Ruhr-Kreis |
| 01.01.1970 | Asbeck (3 ha) Bredenscheid-Stüter (171 ha) Esborn (44 ha) Linderhausen (128 ha) Silschede (30 ha)                                             | Umgliederung | Sprockhövel | Ennepe-Ruhr-Kreis |
| 01.01.1970 | Esborn Volmarstein Wengern Wetter (Ruhr) | Zusammenschluss | Wetter (Ruhr) | Ennepe-Ruhr-Kreis |
| 01.01.1970 | Berge (59 ha) Silschede (169 ha) | Umgliederung | Wetter (Ruhr) | Ennepe-Ruhr-Kreis |
| 01.01.1970 | Breckerfeld (124 ha) | Umgliederung | Schalksmühle | Lüdenscheid |
| 18.12.1970 | Hagen OT Waldbauer | Umgliederung | Waldbauer | Ennepe-Ruhr-Kreis |
| 01.07.1971 | Pelkum kleine Gebietsteile | Umgliederung | Bergkamen | Unna |
| 01.07.1971 | Bergkamen Gebietsteile | Umgliederung | Pelkum | Unna |
| 01.01.1972 | Orsoy-Land | Eingliederung | Rheinberg | Moers |
| 01.01.1975 | Kreisneugliederung 5 Kreise, 19 kreisfreie Städte → 4 Kreise, 10 kreisfreie Städte                                                            | Kreisneugliederung 5 Kreise, 19 kreisfreie Städte → 4 Kreise, 10 kreisfreie Städte                                                            | Kreisneugliederung 5 Kreise, 19 kreisfreie Städte → 4 Kreise, 10 kreisfreie Städte                                                            | Kreisneugliederung 5 Kreise, 19 kreisfreie Städte → 4 Kreise, 10 kreisfreie Städte                                                            |
| 01.01.1975 | Bochum Wattenscheid | Zusammenschluss | Bochum | – |
| 01.01.1975 | Bottrop Gladbeck | Zusammenschluss | Bottrop | – |
| 01.01.1975 | Kirchhellen | Eingliederung | Bottrop | – |
| 01.01.1975 | Holzen Lichtendorf | Eingliederung | Dortmund | – |
| 01.01.1975 | Garenfeld (1 ha) Westhofen (170 ha) Buchholz                                                                                                  | Umgliederung | Dortmund | – |
| 01.01.1975 | Homberg Rheinhausen Rumeln-Kaldenhausen Walsum                                                                                                | Eingliederung | Duisburg | – |
| 01.01.1975 | Angermund (12 ha) Budberg (66 ha) Dinslaken (19 ha) Moers (30 ha) Rheinkamp (2447 ha) OT Baerl Wittlaer (87 ha)                               | Umgliederung | Duisburg | – |
| 01.01.1975 | Kettwig | Eingliederung | Essen | – |
| 01.01.1975 | Altendorf-Ulfkotte (64 ha) | Umgliederung | Gelsenkirchen | – |
| 01.01.1975 | Berchum Garenfeld Hohenlimburg | Eingliederung | Hagen | – |
| 01.01.1975 | Breckerfeld (3109 ha) OT Dahl, aus Schalksmühle Dortmund (31 ha) Ennepetal (157 ha) Nachrodt-Wiblingwerde (16 ha) Waldbauer (732 ha)          | Umgliederung | Hagen | – |
| 01.01.1975 | Bockum-Hövel Hamm Heessen Pelkum Rhynern Uentrop                                                                                              | Zusammenschluss | Hamm | – |
| 01.01.1975 | Ahlen (14 ha) aus Altahlen | Umgliederung | Hamm | – |
| 01.01.1975 | Erle | Eingliederung | Raesfeld | Borken |
| 01.01.1975 | Heiden Gebietsteile Lembeck Gebietsteile | Umgliederung | Reken | Borken |
| 01.01.1975 | Darup (480 ha) Kirchspiel Haltern (122 ha) Limbergen (250 ha)                                                                                 | Umgliederung | Dülmen | Coesfeld |
| 01.01.1975 | Waldbauer | Eingliederung | Breckerfeld | Ennepe-Ruhr-Kreis |
| 01.01.1975 | Herbede | Eingliederung | Witten | Ennepe-Ruhr-Kreis |
| 01.01.1975 | Henrichenburg | Eingliederung | Castrop-Rauxel | Recklinghausen |
| 01.01.1975 | Ahsen Horneburg | Eingliederung | Datteln | Recklinghausen |
| 01.01.1975 | Altendorf-Ulfkotte Lembeck Rhade Wulfen | Eingliederung | Dorsten | Recklinghausen |
| 01.01.1975 | Altschermbeck (542 ha) Emmelkamp Gahlen (597 ha) Östrich Kirchhellen (218 ha) OT Ekel-Nord Lippramsdorf (704 ha)                              | Umgliederung | Dorsten | Recklinghausen |
| 01.01.1975 | Flaesheim Haltern Hullern Kirchspiel Haltern Lippramsdorf                                                                                     | Zusammenschluss | Haltern | Recklinghausen |
| 01.01.1975 | Hamm (1023 ha) OT Bossendorf Kirchspiel Dülmen (28 ha)                                                                                        | Umgliederung | Haltern | Recklinghausen |
| 01.01.1975 | Westerholt | Eingliederung | Herten | Recklinghausen |
| 01.01.1975 | Polsum (401 ha) OT Bertlich | Umgliederung | Herten | Recklinghausen |
| 01.01.1975 | Hamm Polsum | Eingliederung | Marl | Recklinghausen |
| 01.01.1975 | Lippramsdorf (280 ha) | Umgliederung | Marl | Recklinghausen |
| 01.01.1975 | Rhynern (996 ha) OT Hilbeck | Umgliederung | Werl | Soest |
| 01.01.1975 | Altlünen | Eingliederung | Lünen | Unna |
| 01.01.1975 | Ergste Geisecke Schwerte Villigst Wandhofen Westhofen                                                                                         | Zusammenschluss | Schwerte | Unna |
| 01.01.1975 | Dortmund (21 ha) Holzen (191 ha) südliche Gebietsteile Lichtendorf (304 ha) südliche Gebietsteile                                             | Umgliederung | Schwerte | Unna |
| 01.01.1975 | Bork Selm | Zusammenschluss | Selm | Unna |
| 01.01.1975 | Stockum | Eingliederung | Werne a. d. Lippe | Unna |
| 01.01.1975 | Rheinberg (52 ha) Xanten (67 ha) aus Birten                                                                                                   | Umgliederung | Alpen | Wesel |
| 01.01.1975 | Voerde (Niederrhein) (104 ha) OT Eppinghoven (teilweise) Walsum (142 ha) OT Eppinghoven (teilweise)                                           | Umgliederung | Dinslaken | Wesel |
| 01.01.1975 | Brünen Dingden Hamminkeln Loikum Ringenberg Wertherbruch                                                                                      | Zusammenschluss | Hamminkeln | Wesel |
| 01.01.1975 | Bislich (677 ha) Diersfordt (116 ha) Haffen-Mehr (832 ha) OT Mehrhoog Haldern (448 ha) Wesel (152 ha) aus Flüren, aus Obrighoven-Lackhausen   | Umgliederung | Hamminkeln | Wesel |
| 01.01.1975 | Drevenack Gartrop-Bühl Hünxe Krudenburg | Zusammenschluss | Hünxe | Wesel |
| 01.01.1975 | Voerde (Niederrhein) (40 ha) | Umgliederung | Hünxe | Wesel |
| 01.01.1975 | Neukirchen-Vluyn (6 ha) Rheinkamp (545 ha) | Umgliederung | Kamp-Lintfort | Wesel |
| 01.01.1975 | Kapellen Moers Rheinkamp | Zusammenschluss | Moers | Wesel |
| 01.01.1975 | Budberg (16 ha) | Umgliederung | Moers | Wesel |
| 01.01.1975 | Rheinkamp (9 ha) | Umgliederung | Neukirchen-Vluyn | Wesel |
| 01.01.1975 | Borth Budberg Orsoy | Eingliederung | Rheinberg | Wesel |
| 01.01.1975 | Alpen (130 ha) Rheinkamp (31 ha) | Umgliederung | Rheinberg | Wesel |
| 01.01.1975 | Altschermbeck Bricht Damm Dämmerwald Gahlen Overbeck Schermbeck Weselerwald                                                                   | Zusammenschluss | Schermbeck | Wesel |
| 01.01.1975 | Dinslaken (50 ha) Hünxe (104 ha) | Umgliederung | Voerde (Niederrhein) | Wesel |
| 01.01.1975 | Bislich Büderich Diersfordt | Eingliederung | Wesel | Wesel |
| 01.01.1975 | Hamminkeln (252 ha) OT Blumenkamp Hünxe (76 ha) Voerde (Niederrhein) (449 ha) OT Lippedorf                                                    | Umgliederung | Wesel | Wesel |
| 01.01.1975 | Sonsbeck (42 ha) aus Labbeck | Umgliederung | Xanten | Wesel |
| 06.12.1975 | Wiedererrichtung der Stadt Gladbeck durch Ausgliederung aus der Stadt Bottrop 4 Kreise, 10 kreisfreie Städte → 5 Kreise, 10 kreisfreie Städte | Wiedererrichtung der Stadt Gladbeck durch Ausgliederung aus der Stadt Bottrop 4 Kreise, 10 kreisfreie Städte → 5 Kreise, 10 kreisfreie Städte | Wiedererrichtung der Stadt Gladbeck durch Ausgliederung aus der Stadt Bottrop 4 Kreise, 10 kreisfreie Städte → 5 Kreise, 10 kreisfreie Städte | Wiedererrichtung der Stadt Gladbeck durch Ausgliederung aus der Stadt Bottrop 4 Kreise, 10 kreisfreie Städte → 5 Kreise, 10 kreisfreie Städte |
| 06.12.1975 | Bottrop Gladbeck | Umgliederung | Gladbeck | – |
| 06.12.1975 | Bottrop OT Kirchhellen Dorsten OT Ekel-Nord                                                                                                   | Umgliederung | Kirchhellen | Recklinghausen |
| 19.03.1976 | Werne a. d. Lippe | Namensänderung | Werne | Unna |
| 01.07.1976 | Eingliederung der Stadt Gladbeck in den Kreis Recklinghausen 5 Kreise, 10 kreisfreie Städte → 4 Kreise, 10 kreisfreie Städte                  | Eingliederung der Stadt Gladbeck in den Kreis Recklinghausen 5 Kreise, 10 kreisfreie Städte → 4 Kreise, 10 kreisfreie Städte                  | Eingliederung der Stadt Gladbeck in den Kreis Recklinghausen 5 Kreise, 10 kreisfreie Städte → 4 Kreise, 10 kreisfreie Städte                  | Eingliederung der Stadt Gladbeck in den Kreis Recklinghausen 5 Kreise, 10 kreisfreie Städte → 4 Kreise, 10 kreisfreie Städte                  |
| 01.07.1976 | Kirchhellen | Eingliederung | Bottrop | – |
| 01.07.1976 | Kirchhellen OT Ekel-Nord | Umgliederung | Dorsten | Recklinghausen |